# 美国入侵巴拿马

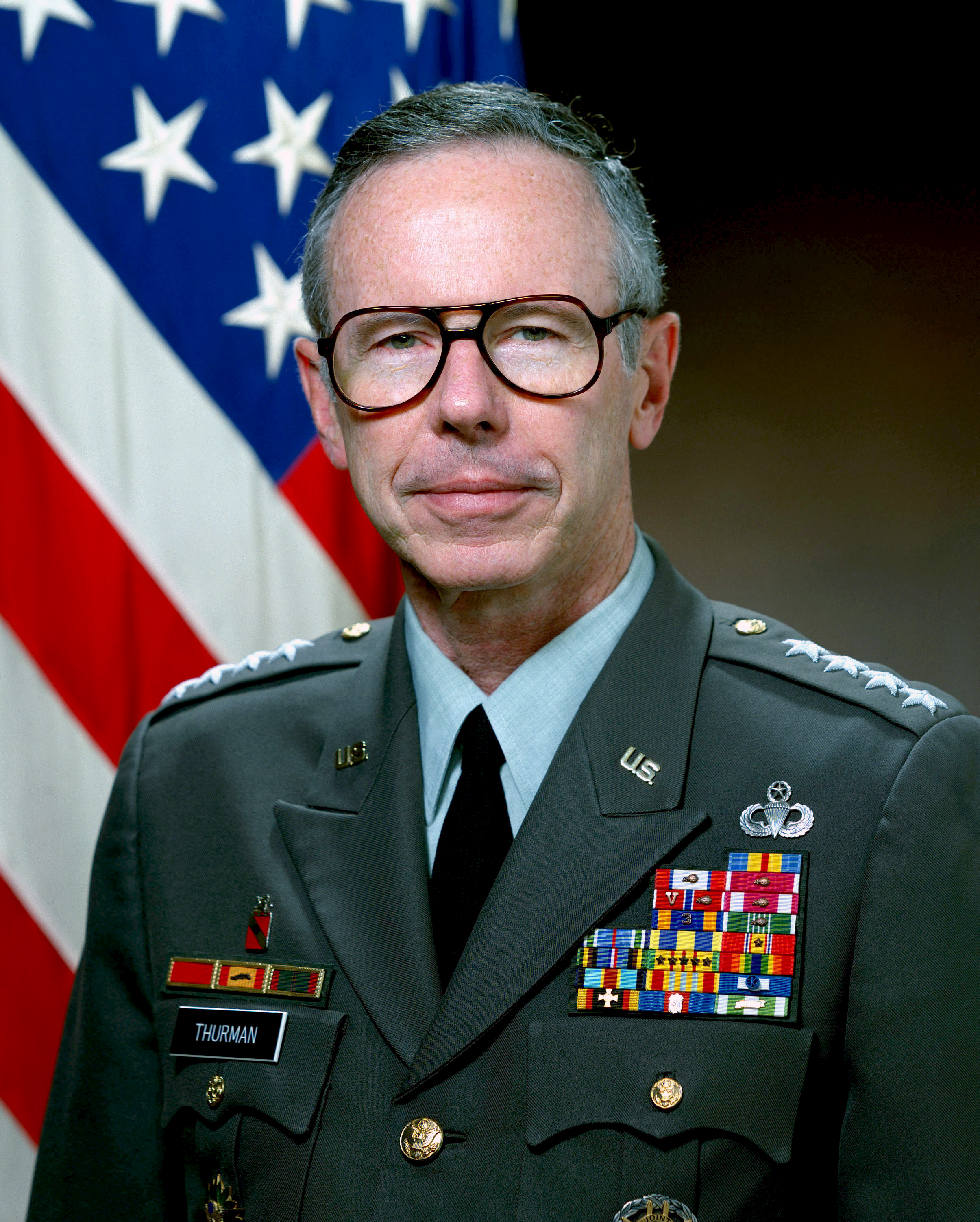
美國南方司令部（United States Southern Command）指揮官麥克斯韋·R·瑟曼上將，計劃並指揮了入侵巴拿馬的作戰行動

美国入侵巴拿马是1989年12月美國對巴拿馬發動的入侵行動，美國對此一行動的代號為「正義之師行動」或译作「正义事业行动」（Operation Just Cause）。巴拿馬运河条约签订后十年，即1989年12月，美國總統喬治·赫伯特·華克·布希在任期間，美國海軍陸戰隊和美國陸軍突擊隊突襲巴拿馬，迅速贏得勝利，並且俘虜了當時巴拿馬的事實上最高領導人、獨裁者曼紐爾·諾瑞加，解散了巴拿馬國防軍。

## 背景
美國長期在巴拿马运河区建立了眾多軍事基地，并保持大量駐軍。1977年9月7日，美國總統吉米·卡特與巴拿馬事實上最高領導人奧馬爾·托里霍斯將軍簽訂巴拿馬運河條約。條約規定，美國將于2000年轉交巴拿馬運河的控制權給巴拿馬。雖然巴拿馬政府將對運河實施管理權，但美軍軍事基地仍將保留，而且美國要求運河對美國船隻開放作為轉交控制權的條件之一。在條約簽訂時期，美國與巴拿馬的諾列加將軍保持著良好的關係。諾列加自1967年始就向美國中央情報局提供情報。
1983年諾瑞加通过政变迫使當時軍事領導人魯文·達里奥·帕雷德斯（Rubén Darío Paredes）退休，自任國防軍總司令，實際掌握軍政大權。1989年5月總統大選開票統計結果，反對黨聯合推舉之總統候選人吉列尔莫·恩达拉獲得選舉勝利，但諾列加宣布選舉無效，同年9月美國對巴拿馬實行經濟制裁，12月15日諾列加宣布巴拿馬與美進入戰爭狀態，自任國家元首。
1989年12月20日，以保护美国侨民，保护民主选举和打击贩毒的名义（巴拿马當时为国际贩毒的一大洗钱中心），美國總統喬治·赫伯特·沃克·布希下令27,000名美軍展開對巴拿馬代號「正義之師作戰」的軍事行動，以推翻諾列加的軍事独裁政權，讓在之前选举中胜选的恩達拉就任總統。

## 过程

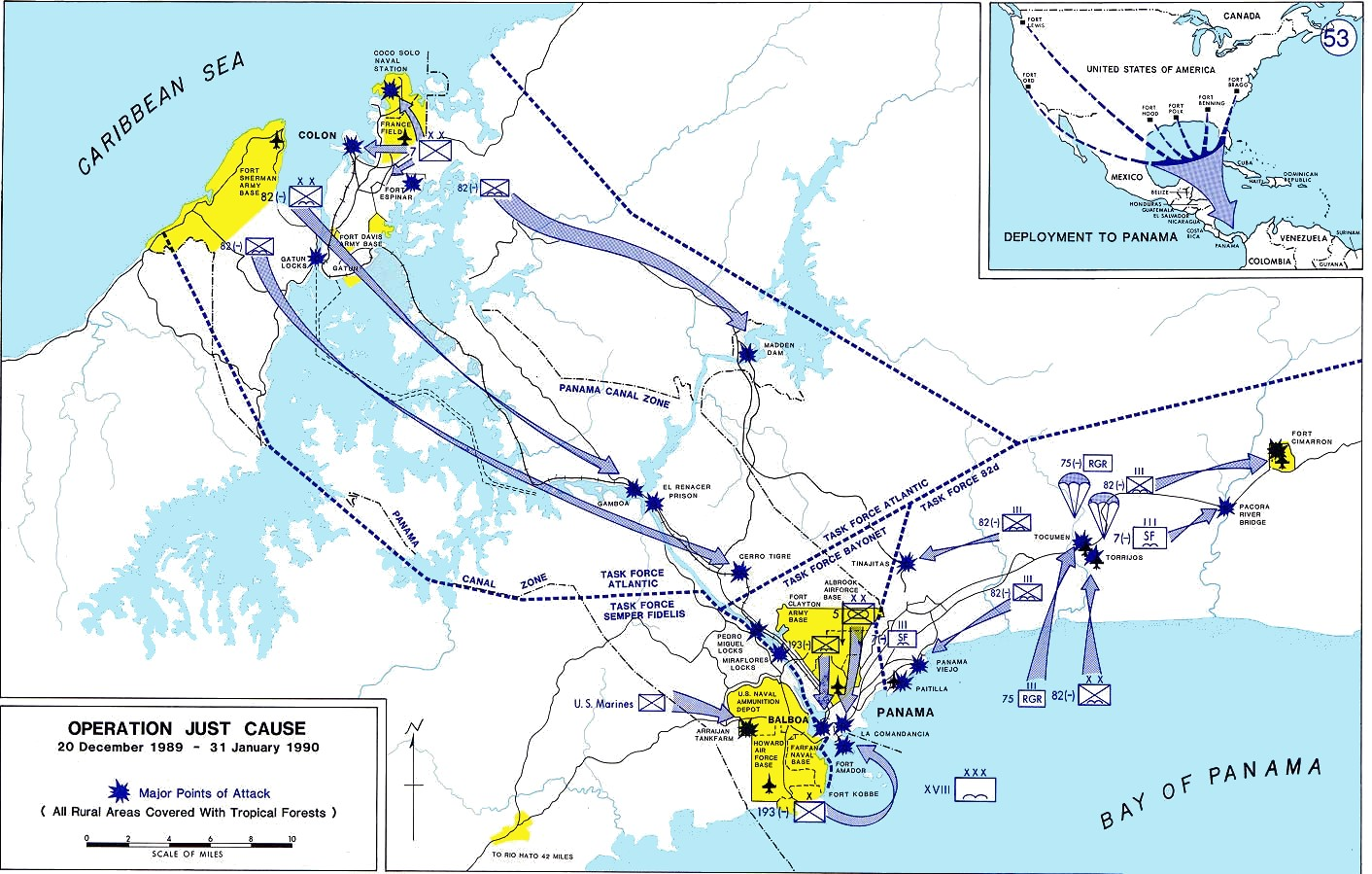
在入侵巴拿馬（1989年12月─1990年1月）的正義之師作戰戰術地圖中，標示出了主要的攻擊目標。

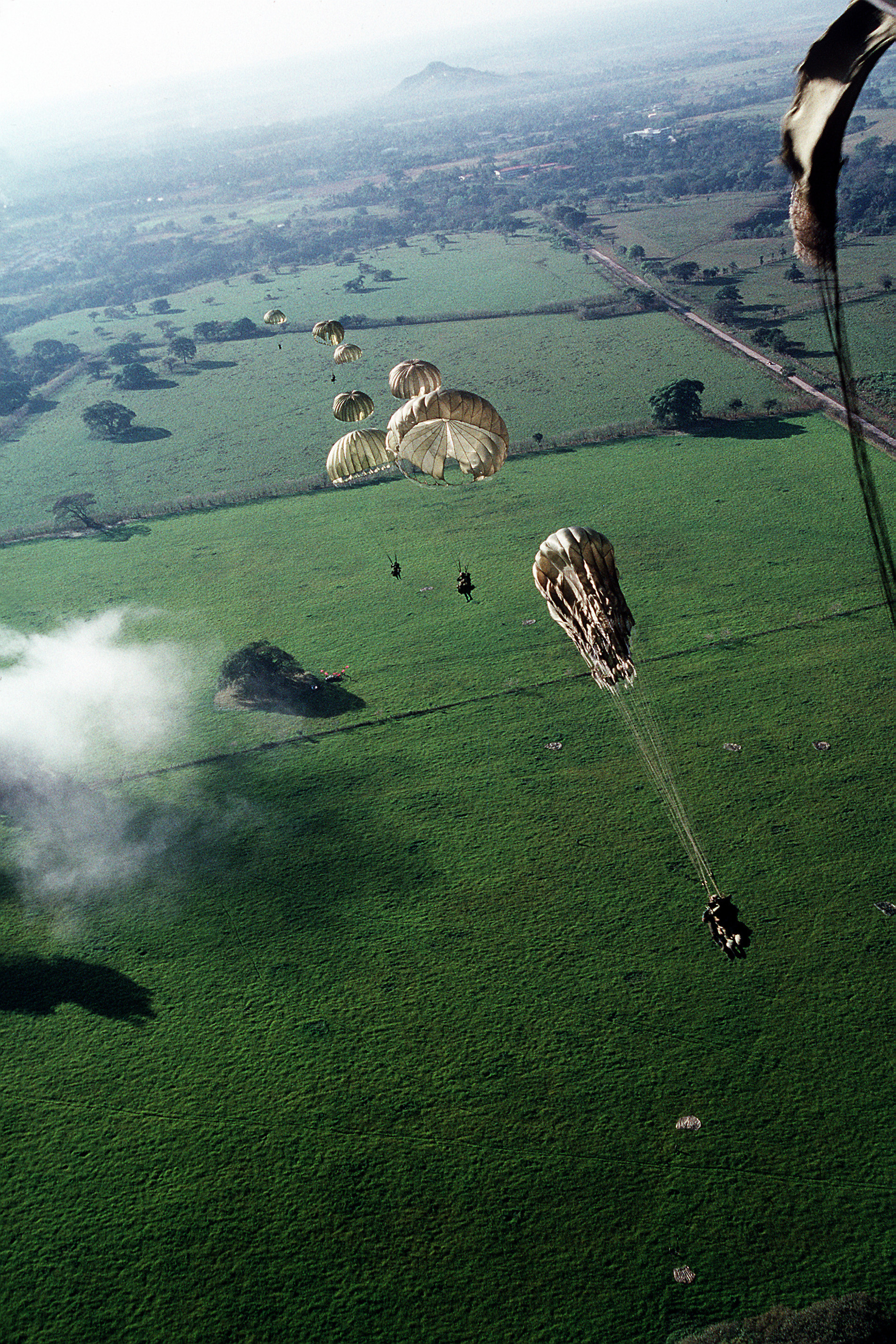
美國陸軍第508步兵團第一營的士兵從一架C-130E運輸機上跳傘至巴拿馬市附近的空降區。

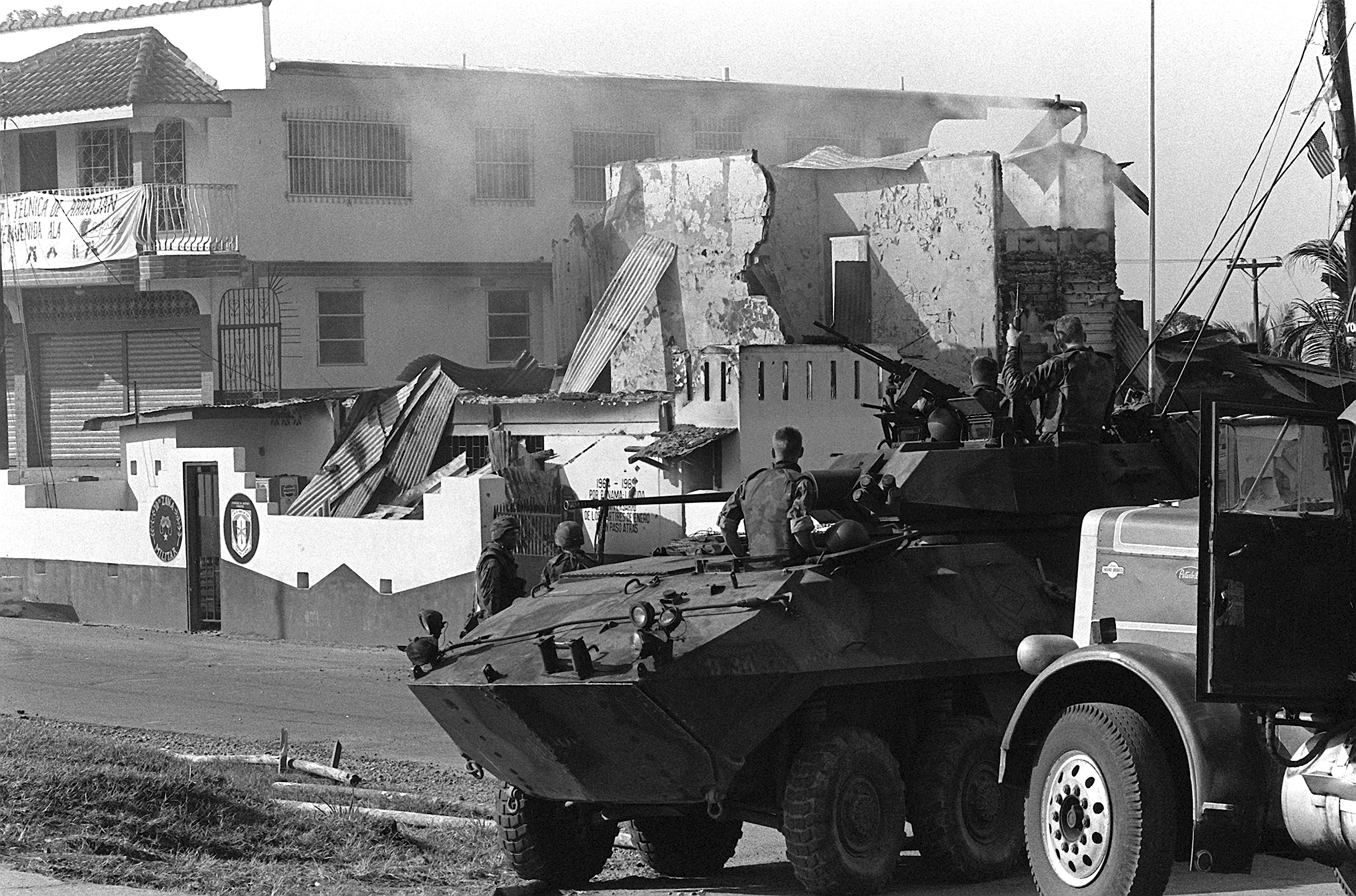
美军海军陆战队第二輕裝甲步兵營的一輛LAV-25装甲车在已摧毀的巴拿馬國防軍所占建築前警戒，攝於入侵巴拿馬的正義之師作戰第一天。

### 行動開始
当地时间12月20日凌晨1点钟，美國開始军事入侵巴拿马時。此次行动總共有27,684名美军和300多架飞机参加。而他们面对的是總數為16,000名士兵的巴拿马国防军。美軍行动的首要目标是佔領战略设施。美軍在攻击巴拿马国防军的总部时，引发了一些火灾，令巴拿马市中心的大部分毗邻地區和人口稠密的居民区被嚴重燒毁。据目击者说，這些火災是美国士兵故意放火焚烧的，為的是迫使巴拿马国防军军人离开藏匿地方。
美国陆军、空军、海军和海军陆战队参加了正义之師作戰。地面部队由第5步兵师的第6步兵团，第18空降团，第82空降师，第16憲兵旅，第7步兵师，第75游骑兵团，一个联合特别行动队，密苏里州国民警卫队的第1183宪兵连，第193步兵旅，第805步兵团，第539工兵营和第二轻型装甲侦察营等部队组成。

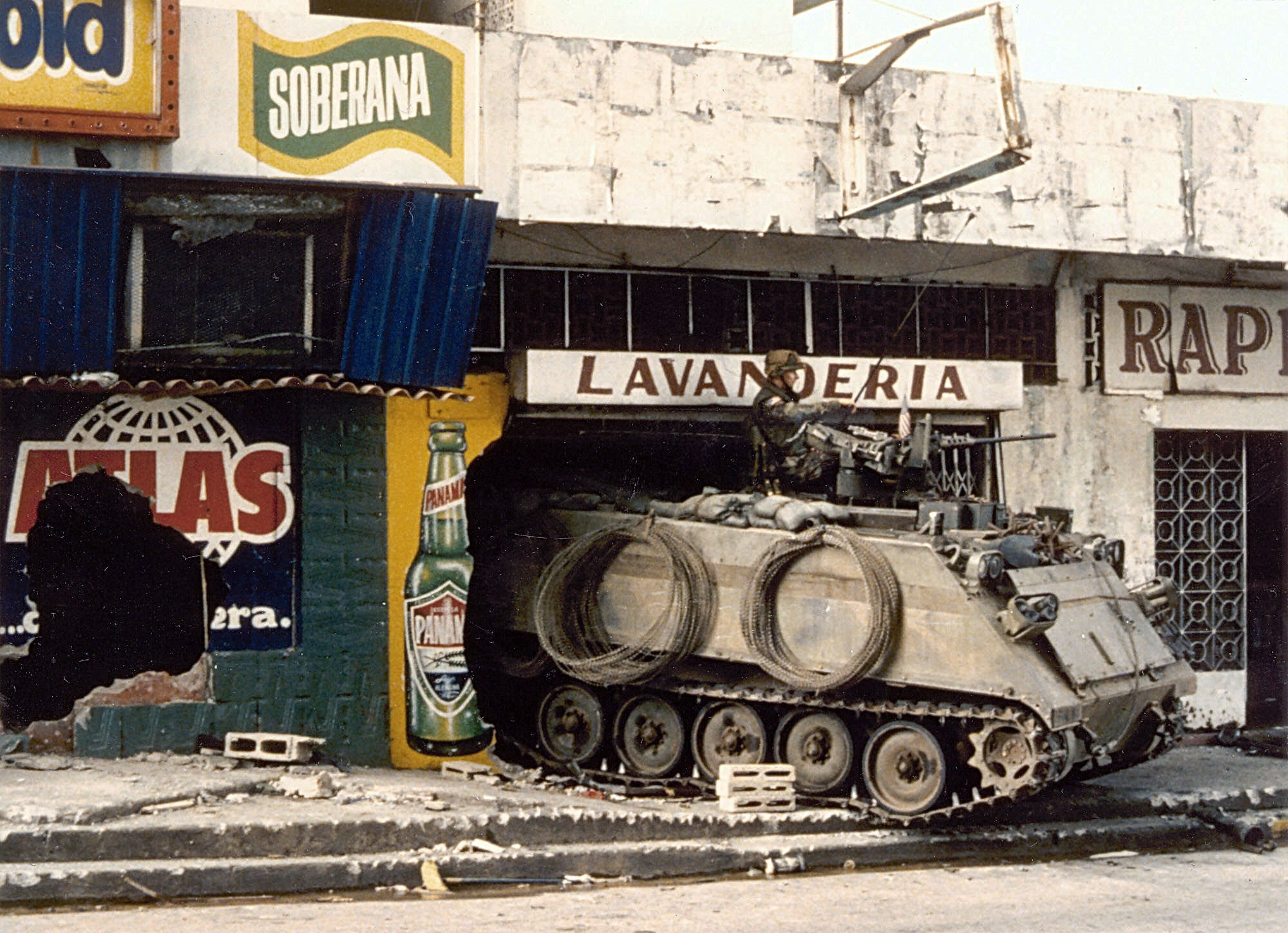
一辆美军的M113装甲运兵车在自巴拿马建築內駛出，美軍大量使用這類型的裝甲車輛來提供火力、掩護以及部隊調動。

巴拿马国防军击落了两架美军特种作战直升机，并迫使一架AH-6轻型侦察直升机墜落在巴拿马运河里。
美军的行动造成至少200多名巴拿马平民死亡，300多名士兵阵亡。
在战斗开始后的几小时，巴拿马反对派政治人物恩达拉在美国罗德曼海军基地宣誓担任巴拿马新总统。诺列加見大勢已去，便逃入梵蒂冈大使馆。教宗若望保祿二世不给他避难权，但也不同意把他交给美军，美军随即包围梵蒂冈驻巴拿马大使馆，并用高音喇叭不断骚扰大使馆，数日后，穷途末路诺列加主动向美军投降。

### 後續善後
諾瑞加於1990年1月3日向美軍投降，結束了在巴拿马21年的軍人独裁統治。诺列加投降後立刻被押往佛罗里达州，面臨被起诉和被关押。
随后，美国政府協助巴拿马重新施行选举，並聲稱重新給予當地媒體言论自由和新聞自由，国家管理权渐渐和平过渡到公民政府的反對派政治人物手中。受到美国的庇护巴拿马亲美派吉列尔莫·恩达拉成为巴拿马总统组建新政府。

## 影響
美国入侵巴拿马原本的目的是为了保住美国对巴拿马运河的控制权，诺列加原先是美国中情局扶持的独裁者，却被美国前总统布什称为「美国人的流氓」。此次入侵引起不少拉丁美洲国家的反对，怀疑美国想借机推翻条约而不归还运河。1995年，在巴拿马签订条约保证运河永久中立化后，美国如期于1999年12月31日中午将巴拿马运河正式移交巴拿马政府，并由巴拿马运河管理局接掌运河，如今运河仍是巴拿马最主要的税收来源之一。巴拿馬現時是巴拿马运河的管理國，在太平洋和大西洋的商業界都有一定的影響力。

## 相關作品
- 決勝時刻：黑色行動2
- 正當防衛系列

## 外部連結
- Confessions Of An Economic Hit Man （页面存档备份，存于）
- Marines In Panama:1988 - 1990 （页面存档备份，存于）
- BBC News Archive: 1989: U.S. forces oust General Noriega （页面存档备份，存于）
- 1989 Report on the Situation of Human Rights in Panama by the Inter-American Commission on Human Rights （页面存档备份，存于） describes human rights violations by the Noriega regime before Operation Just Cause.
- How Television Sold the Panama Invasion （页面存档备份，存于） – Extra!, January 1990; a publication of the media watch group, FAIR.
- Panama: Background of U.S. Invasion of 1989 – historical timeline.
- Operation Just Cause – an excerpt from Deterring Democracy, by Noam Chomsky.
- Photographs from the XVIII Airborne Corps History Office （页面存档备份，存于）.
- More photographs （页面存档备份，存于）.
- Tactical map of Operation Just Cause.
- Effects of the military intervention by the United States of America in Panama on the situation in Central America （页面存档备份，存于） - UN General Assembly Meeting 29 December 1989
- 详情见《影子武士：美国特种部队内幕》，作者：汤姆·克兰西(Tom Clancy)。